# Trådløs fjernstyret modelbil
 Der er for få eller ingen kildehenvisninger i denne artikel, hvilket er et problem. Du kan hjælpe ved at angive troværdige kilder til de påstande, som fremføres i artiklen.

En trådløs fjernstyret modelbil er en modelbil, som kan fjernstyres uden elektrisk kabel. Trådløse fjernstyrede modelbil kan fx være fjernstyret via radiosignaler (radiofjernstyret modelbil), andre elektromagnetiske bølger (fx lys eller infrarødt lys) eller ultralyd.
På engelsk kaldes trådløse fjernstyrede modelbiler for RC-modelbiler eller R/C-modelbiler, hvor RC kan stå for remote controlled (inkl. med ledning) eller radio controlled. Denne artikel hælder mest til radiofjernstyrede modelbiler, men inkluderer også andre former for trådløs fjernstyring.
Modelbiler er drevet af forskellige energikilder. Elektriske modeller bliver drevet af små stærke elektromotorer - og genopladelige nikkel-cadmium, nikkel-metalhydrid eller Li-polymer akkumulatorceller. Der findes børstede eller børsteløse DC-motorer. De fleste brændstof drevne modeller anvender gløderørsmotorer, små interne forbrændingsmotorer fødet med en speciel blanding af nitrometan, methanol og olie (i de fleste tilfælde amerikansk olie og/eller syntetisk olie). Disse biler kaldes "nitro"-biler. For nylig (2016) er der blevet introduceret store modeller som er drevet af små benzinmotorer, som ligner græstrimmer motorer, som anvender en blanding af olie og benzin. Elektriske biler bliver sædvanligvis betragtet som lettere for begyndere at bruge sammenlignet med brændstofdrevne modeller, men de dyrere modeller kan være ligeså komplekse og kræve bedre færdigheder.
I begge disse kategorier findes både on-road-modelbiler (til vejlignende forhold) og 'off-road-modelbiler (ikke-vej fx græs, jord, sand...) tilgængelige. Off-road-modeller er bygget med fuld funktionsdygtig affjedring beregnet til off-road brug - og med et stort dækudvalg, som kan anvendes på mange forskellige former for terræn. On-road-modelbiler har en mindre affjedringsvandring og er derfor kun beregnet til jævne overflader. I det seneste tiår (2016) er der i on-road-modeller blevet mulighed for justerbar affjedring ligesom dagens fuldskalabiler.

## MAGracing
MAGracing er radiofjernstyrede modelbiler. For at hjælpe med at holde bilerne på racerbanesystemet, er styringen suppleret med en magnet og en metaltråd gemt under banen. Systemet er patenteret og opfundet af Wes Raynor, England. Grunden til den supplerende styring, er at racerbilerne ellers for let ville køre af banen.